# 西安植物园
西安植物园是位于中华人民共和国陕西省西安市的植物园之一，属于社会公益类事业单位，同时也是省级科研院所。植物园主要从事植物资源迁地保育、植物科学研究、科普教育工作。植物园收集保存植物3400余种，保存国家重点保护的珍稀濒危植物70余种。西安植物园自2006年与陕西省植物研究所合署办公。

## 概況
西安植物园在1959年由中國科學院建立，是中科院在中國西北地区建设的第一个植物园。當時植物園的作用是国家和陕西省植物资源引种保护、植物科学研究、科普教育。1978年，中国科学院将西安植物园交由陕西省人民政府管理。據2011年資料，植物園收集、引种、保护植物3400多种，保存国家重点保护的珍稀濒危植物30科80余种。
植物园以自己的名義出版专著50多部，並曾獲得国家级成果奖励4项、省部级100多项。植物园与全球40多个国家、100多个植物园建立合作关系。
2011年，西安植物園開始搬遷至新園，新園計劃在2015年完成，位于南三环以南、绕城高速以北、长鸣路以西、公园南路以东。新園區规划面积12000亩，其中约650亩为核心区。而郁金香园和水生植物区留在原址上。

## 景区
在西安植物园内，分布有百卉园、本草园、木兰园、郁金香园、芳香植物区、水生植物区、植物分类区、热带亚热带植物温室、生物能源与油料区、翠华园等园区。